# Sowjetischer Fußballpokal 1944
Der Sowjetische Fußballpokal 1944 war, nach vierjähriger kriegsbedingter Unterbrechung, die fünfte Austragung des sowjetischen Pokalwettbewerbs der Männer.
Pokalsieger wurde Zenit Leningrad. Das Team setzte sich im Finale gegen ZDKA Moskau durch. Titelverteidiger Spartak Moskau war im Halbfinale gegen den späteren Sieger ausgeschieden.

## 1. Runde
| Datum      |                           | Ergebnis |                    |
| ---------- | ------------------------- | -------- | ------------------ |
| 30.07.1944 | ZDKA Moskau               | 5:0      | Traktor Stalingrad |
| 30.07.1944 | Dinamo Baku               | 5:1      | Zenit Taganrog     |
| 30.07.1944 | Dinamo Tiflis             | 0+:- 1   | Dinamo Jerewan     |
| 30.07.1944 | Krylja Sowetow Kuibyschew | 1:5      | Lokomotive Moskau  |
| 30.07.1944 | Stachanowez Stalino       | 1:5      | Dynamo-II Moskau   |
| 30.07.1944 | Zenit Leningrad           | 3:1      | Dynamo Moskau      |
| 02.08.1944 | Traktor Tscheljabinsk     | 4:6      | DKA Nowosibirsk    |
| 02.08.1944 | Zenit Swerdlowsk          | 02:11    | Dynamo Leningrad   |

## Achtelfinale
| Datum      |                    | Ergebnis  |                             |
| ---------- | ------------------ | --------- | --------------------------- |
| 06.08.1944 | ZDKA Moskau        | 5:0       | Lokomotive Moskau           |
| 06.08.1944 | Dinamo Baku        | 2:1       | Dinamo Tiflis               |
| 06.08.1944 | Dynamo Iwanowo     | 0:6       | Krylja Sowetow Moskau       |
| 06.08.1944 | Dynamo Kiew        | 1:2 n. V. | Spartak Moskau              |
| 06.08.1944 | Dynamo Leningrad   | 5:1       | DKA Nowosibirsk             |
| 06.08.1944 | Dynamo-II Moskau   | 0:0 n. V. | Zenit Leningrad             |
| 06.08.1944 | Lokomotive Charkow | 2:3       | Awiautschilischtsche Moskau |
| 06.08.1944 | Torpedo Gorki      | 2:3       | Torpedo Moskau              |

### Wiederholungsspiel
| Datum      |                  | Ergebnis |                 |
| ---------- | ---------------- | -------- | --------------- |
| 07.08.1944 | Dynamo-II Moskau | 0:1      | Zenit Leningrad |

## Viertelfinale
| Datum      |                  | Ergebnis |                             |
| ---------- | ---------------- | -------- | --------------------------- |
| 13.08.1944 | Dynamo Leningrad | 1:4      | ZDKA Moskau                 |
| 13.08.1944 | Spartak Moskau   | 1:0      | Awiautschilischtsche Moskau |
| 13.08.1944 | Torpedo Moskau   | 2:1      | Krylja Sowetow Moskau       |
| 13.08.1944 | Zenit Leningrad  | 1:0      | Dinamo Baku                 |

## Halbfinale
| Datum      |                | Ergebnis  |                 |
| ---------- | -------------- | --------- | --------------- |
| 20.08.1944 | ZDKA Moskau    | 3:2       | Torpedo Moskau  |
| 20.08.1944 | Spartak Moskau | 2:2 n. V. | Zenit Leningrad |

### Wiederholungsspiel
| Datum      |                | Ergebnis  |                 |
| ---------- | -------------- | --------- | --------------- |
| 23.08.1944 | Spartak Moskau | 0:1 n. V. | Zenit Leningrad |

## Finale
| Paarung         | ZDKA Moskau – Zenit Leningrad |
| Ergebnis        | 1:2 (1:0) |
| Datum           | 27. August 1944 |
| Stadion         | Dynamo-Stadion, Moskau |
| Zuschauer       | 70.000 |
| Schiedsrichter  | Elmar Saar |
| Tore            | 1:0 Alexei Grinin (35.) 1:1 Boris Tschutschelow (58.) 1:2 Sergei Salnikow (68.) |
| ZDKA Moskau     | Wladimir Nikanorow – Alexander Prochorow, Iwan Kotschetkow – Konstantin Ljaskowski, Alexander Winogradow (53. Wladimir Schlytschkow), Iwan Schtscherbakow – Alexei Grinin, Walentin Nikolajew, Grigori Fedotow, Pjotr Schtscherbatenko, Wladimir Djomin Cheftrainer: Boris Arkadjew |
| Zenit Leningrad | Leonid Iwanow – Nikolai Kopus, Iwan Kurenkow – Alexei Pschenitschnyj, Wiktor Bodrow, Alexei Jablotschkin – Boris Lewin-Kogan, Nikolai Smirnow, Boris Tschutschelow, Alexei Larionow, Sergei Salnikow Cheftrainer: Konstantin Lemeschew                                              |

- Für den Pokalsieg erhielten die Zenit-Spieler Medaillen und Diplome für die „Verteidigung Leningrads“[2].